# FK Daugava Riga
FK Daugava Riga (tidligere F.C. Jūrmala) var en lettisk fodboldklub fra området omkring Riga.

## Historiske navne
- 2003 – FC Jūrmala
- 2009 – FK Jūrmala-VV
- 2010 – FK Daugava Riga

## Tidligere topspillere
- Igors Stepanovs

## Eksterne links
- FK Daugava Riga Arkiveret 24. juli 2012 hos  Wayback Machine